# Caudal Deportivo
El Caudal Deportivo es un club de fútbol de la villa de Mieres en Asturias, España. Fue fundado en 1918 y desde 2022 juega en la Tercera Federación. El Caudal Deportivo es el club español con más campeonatos de la extinta Tercera División, habiéndose proclamado campeón en quince ocasiones, superando al C. D. Eldense (12) y el C. D. Atlético Baleares (11).

## Historia

### Inicios
El fútbol llegó a Mieres con el siglo XX. Los primeros encuentros, amistosos sin árbitros, se jugaban en la zona de El Colegión y en los prados que estaban entre la villa y lo que luego sería el barrio de Santa Marina. El primer partido oficioso, de resultado desconocido, enfrentó a los locales contra unos visitantes de Oviedo. En 1914, se organizó el primer equipo estable, el Sporting de Mieres, que aún no estaba federado y acabó desapareciendo a los cuatro años, en 1918, debido a los malos resultados y su consiguiente desmoralización.
En ese mismo año surgió su relevo, esta vez federado y con capacidad para participar en la competición regional, el Racing Club de Mieres, que, según Luis Santiago Álvarez Casal (uno de los fundadores del club), se eligió al azar "del fondo de una boina", tras desacuerdos en el nombre, entre: Athletic de Mieres, Mieres Club de Fútbol y Racing Club de Mieres, este último fue el elegido. 
Tras la guerra civil, el club se renombró a "Caudal Deportivo Mieres", ya que la dictadura franquista prohibió los nombres extranjeros en nombres de clubes. 

### Llegada a categoría nacional y Segunda División
El Caudal ascendió por primera vez a categoría nacional en la temporada 1946-47, quedando octavo en su temporada inaugural. 
Tras cinco años en la categoría, en la temporada 1950-51 finaliza subcampeón del Grupo I, accediendo a la fase final donde acaba primero de su grupo, con 13 puntos, ascendiendo a la Segunda División, manteniéndose durante siete años consecutivos. Tras descender a la Tercera División en 1957-58, se clasificó entre 1959 a 1967 en cinco ocasiones para la fase de ascenso a la categoría de plata, pero no volvería a retornar a la Segunda División.

#### Ascenso a Segunda B
El Caudal disputó varias liguillas de ascenso a Segunda B durante los años 90, consiguiendo finalmente el ascenso en la temporada 1996-97 tras haber quedado tercero en su grupo y encabezar el grupo A4. En la temporada 1998-99, dos tras el ascenso, al quedar clasificado en decimosexta posición, debió disputar la promoción de permanencia, perdiendo ante el Gimnàstic de Tarragona en la primera eliminatoria, pero eliminando al Algeciras en la segunda eliminatoria por un global de 2-1 para los caudalistas.

### SigloXXI
Descendió por primera vez de Segunda B en la temporada 2001-02. Aunque se clasificó a la promoción de ascenso el siguiente año y quedó tercero en su grupo, ascendió a la categoría de bronce, debido a la vacante del Real Oviedo en Segunda B tras su sanción. Aun así, el Caudal descendió de nuevo. 
El Caudal quedó campeón de su grupo, en 2006-07, 2009-10 y 2011-12, consiguió ascensos a Segunda B en las dos últimas, primero ante el Jumilla y después ante el Yeclano Deportivo, aunque en el primer caso cayó de nuevo a Tercera tras una temporada, en la permanencia ante el Conquense. 
En la temporada 2012-13, consiguió su mejor campaña, tras quedar cuarto y clasificarse para la promoción de ascenso a Segunda División. En la promoción derrotó al Cartagena por 0-1 de visitante, pero fue derrotado por L'Hospitalet con un 2-1 en global. 
En la temporada 2013-14, tras una temporada difícil, en la que pasaron tres enteenadores, quedó decimosexto y fue eliminado en la promoción de descenso por el Club Atlético de Madrid "B", regresando a Tercera División.
Tras quedar segundo de su grupo y ser eliminado en la promoción de ascenso por el Haro Deportivo en la temporada siguiente, consigue de nuevo el ascenso a Segunda B en la temporada 2015-16, al mando de Iván Ania, como campeón de su grupo, derrotado en la eliminatoria de campoenes por el Boiro, pero consiguiendo el ascenso en la repesca derrotando al Cayón cántabro y al Haro riojano. Su último descenso a Tercera División se certificó dos temporadas después, en la 2017-18. 
Tras el anuncio de la abolición de la Tercera División en 2021, el Caudal queda cuarto en el Subgrupo A del Grupo II, y segundo en la Fase por el Play-off de Ascenso a Segunda RFEF, en el que cae en la primera ronda ante el Real Avilés por 2-0. Por tanto, participó en la Tercera Federación en la siguiente temporada, categoría en la que aún compite.

## Símbolos

### Escudo
El escudo del Caudal tiene forma de rombo con borde dorado e interior negro. Encima, un antiguo balón de fútbol y a ambos lados de este la inscripción Mieres. En el centro en dorado las iniciales C y D y un escudo partido en dos: En un cuartel, un pico y una pala simbolizando la minería y en el otro rayas rojas y blancas, antiguos colores del Racing de Mieres. El escudo actual tiene su origen en 1941 y antes se habían utilizado diferentes variantes.

### Indumentaria
Desde la temporada 2018-19, las equipaciones son obra de la firma Luanvi.

#### Equipaciones actuales
- Uniforme titular: camiseta blanca con mangas y cuello en negro, pantalón y medias negras.
- Uniforme alternativo: camiseta amarilla con detalles azules, pantalón y medias blancas.

#### Evolución histórica de las camisetas
| 1951-1963 | 1963-2012 | 2012 | 2013- |

#### Marcas y Patrocinadores
| \| Proveedores y patrocinadores \| Proveedores y patrocinadores \| Proveedores y patrocinadores \| \| Período \| Proveedor \| Patrocinador principal \| \| ---------------------------- \| ---------------------------- \| ---------------------------- \| \| Años 70 \| Ninguno \| Gin Kiber \| \| 1983-1984 \| Ninguno \| Mosto Palacio \| \| 1993-1994 \| Umbro \| Seguros Umes \| \| 1997-2010 \| Joluvi \| RioGlass Solar \| \| 2010-2012 \| Luanvi \| RioGlass Solar \| \| 2012-2018 \| Legea \| RioGlass Solar \| \| 2018-2022 \| Luanvi \| RioGlass Solar \| \| 2022- \| Luanvi \| Autominesa Artime \| |           |                        |
| Proveedores y patrocinadores |           |                        |
| Período | Proveedor | Patrocinador principal |
| Años 70 | Ninguno   | Gin Kiber              |
| 1983-1984 | Ninguno   | Mosto Palacio          |
| 1993-1994 | Umbro     | Seguros Umes           |
| 1997-2010 | Joluvi    | RioGlass Solar         |
| 2010-2012 | Luanvi    | RioGlass Solar         |
| 2012-2018 | Legea     | RioGlass Solar         |
| 2018-2022 | Luanvi    | RioGlass Solar         |
| 2022- | Luanvi    | Autominesa Artime      |

## Estadio

### Antiguos terrenos de juego
- El Llosu (1918-1919)
- El Batán (1919-1940)
- Las Moreras (1940-1951)

### Hermanos Antuña
Desde 1951, el Caudal Deportivo juega sus partidos como local en el estadio Hermanos Antuña, con capacidad para 2940  personas (todos sentados), aunque es susceptible de ampliación para determinados espectáculos. Está situado en la calle Villaviciosa de la villa de Mieres.
En 2007 fue sometido a una importante obra de reforma, enmarcada en el plan de modernización de toda el área deportiva de El Batán, al norte de Mieres. Nuevo graderío oeste, instalación de césped sintético y construcción de una nueva pista de atletismo con tartán y batiente. Asimismo, rehabilitación de la grada de tribuna, que cuenta con protección cultural. En 2020 las obras se culminaron con la construcción unos nuevos vestuarios bajo la grada de Tribuna.
Las categorías inferiores del club disputan sus partidos y entrenamientos en el campo de fútbol Eliseo Gutiérrez Espina antiguo Mundial 82, anexo al Hermanos Antuña y de hierba artificial.

## Rivalidades
El Caudal Deportivo de Mieres siempre ha tenido una rivalidad con los equipos representantes de la otra gran cuenca asturiana, la del Nalón, representada actualmente por el Unión Popular de Langreo. Este derbi es conocido como Derbi de las cuencas.

## Junta directiva
La actual junta directiva está formada por los siguientes miembros:
| Cargo               | Nombre                         |
| ------------------- | ------------------------------ |
| Presidente de Honor | Eliseo Gutiérrez Espina        |
| Presidente          | Luis María García García       |
| Vicepresidente      | Elías Otero Alonso             |
| Tesorero            | Héctor Gómez Marín             |
| Secretario          | Óscar Sánchez Campo            |
| Vocal               | Florentino Jurado González     |
| Vocal               | Celestino Sanz Matilla         |
| Vocal               | Rubén Palacios Fuertes         |
| Vocal               | Juan Matías Sánchez Rodríguez  |
| Vocal               | Rafael Robles Brias            |
| Vocal               | José Ramón Blanco Álvarez      |
| Vocal               | Joaquín Fernández Vega         |
| Vocal               | Luis Rodríguez Martínez        |
| Vocal               | Juan Carlos Kuntz Fernández    |
| Vocal               | Víctor Manuel Rodríguez Acebal |
| Vocal               | Iván Jesús Álvarez García      |

### Cronología de los presidentes
- Matías Ibrán Cónsul
- Jorge Sampil Hurtado
- Pedro Fernández Miranda
- Edmundo Vignier
- Ulpiano Antuña Menéndez
- Víctor Méndez Trelles (1920)
- Alfredo Santos Figaredo
- Félix Fernández Miranda
- Manuel Villada Martínez
- Andrés Suárez Cueva  (1941)
- Ramón Antuña Montoto
- Luis Portilla
- Vital Buylla Álvarez
- Ángel Escobedo (1957)
- Luis Castaño Barros
- José María Rodríguez Hevia (1966)
- Gregorio Blanco Blanco
- Severino Fernández Pello
- Vicente Fernández Coma
- Gustavo Losa Martínez (1975)
- Álvaro Fernández
- Antonio Ruidíaz
- José María González
- Ángel Fueyo
- Roberto Ardura Espín (2010-2019)
- Luis María García García (2019-)

## Estadísticas del Club

### Estadísticas en Liga

#### Segunda División
- Temporadas en Liga: 7.
- Puesto histórico: 87.º
- Mejor Puesto en Liga: 4.º (1955-56).
- Peor puesto en Liga: 15.º (1957-58).
- Número de jornadas seguidas siendo líder en Liga: 5 (Temporada 1955-56).
- Mayor goleada conseguida en casa: Caudal Deportivo 7 vs 1 Real Avilés (20/01/1957).[4]
- Mayor goleada conseguida fuera de casa: UD Salamanca 1 vs 5 Caudal Deportivo (20/09/1953).[5] Real Burgos 1 vs 5 Caudal Deportivo (30/12/1956).[6]
- Mayor goleada encajada en casa: Caudal Deportivo 0 vs 5 Cultural Leonesa (17/10/1954).[7]
- Mayor goleada encajada fuera de casa: España Industrial 6 vs 0 Caudal Deportivo (14/02/1953).[8] Indautxu 6 vs 0 Caudal Deportivo (24/03/1957).[9]
- Racha más larga de victorias: 3 partidos.
- Racha más larga de partidos sin perder: 8 partidos (desde el 25/09/1955 al 13/11/1955).

#### Segunda División B
- Temporadas en Liga: 14.
- Puesto histórico: 101.º
- Mejor Puesto en Liga: 4.º (2012-13).
- Peor puesto en Liga: 20.º (1978-79 y 2017-18).

#### Tercera
- Temporadas en Liga: 54.
- Puesto histórico: 7.º
- Mejor Puesto en Liga: 1.º (15 veces). Récord absoluto
- Peor puesto en Liga: 19.º (1974-75).
- N.º de veces que quedó en el 2.º puesto de Liga: 6 veces.

#### Regional Preferente
- Temporadas en Liga: 16.
- Mejor Puesto en Liga: 1.º.

## Trayectoria

### Clasificaciones en Liga
El Caudal Deportivo ha conseguido las clasificaciones siguientes:
| - 1945-46: Regional Preferente (1.º) - 1946-47: 3.ª División (8.º) - 1947-48: 3.ª División (5.º) - 1948-49: 3.ª División (9.º) - 1949-50: 3.ª División (1.º) - 1950-51: 3.ª División (2.º) - 1951-52: 2.ª División (8.º) - 1952-53: 2.ª División (10.º) - 1953-54: 2.ª División (12.º) - 1954-55: 2.ª División (13.º) - 1955-56: 2.ª División (4.º) - 1956-57: 2.ª División (11.º) - 1957-58: 2.ª División (15.º) - 1958-59: 3.ª División (2.º) - 1959-60: 3.ª División (1.º) - 1960-61: 3.ª División (6.º) - 1961-62: 3.ª División (3.º) - 1962-63: 3.ª División (1.º) - 1963-64: 3.ª División (1.º) - 1964-65: 3.ª División (3.º) | - 1965-66: 3.ª División (3.º) - 1966-67: 3.ª División (2.º) - 1967-68: 3.ª División (5.º) - 1968-69: 3.ª División (17.º) - 1969-70: 3.ª División (4.º) - 1970-71: 3.ª División (11.º) - 1971-72: 3.ª División (12.º) - 1972-73: 3.ª División (10.º) - 1973-74: 3.ª División (16.º) - 1974-75: 3.ª División (19.º) - 1975-76: Regional Preferente (1.º) - 1976-77: 3.ª División (8.º) (*) - 1977-78: 2.ª División B (16.º) - 1978-79: 2.ª División B (20.º) - 1979-80: 3.ª División (3.º) - 1980-81: 3.ª División (3.º) - 1981-82: 3.ª División (12.º) - 1982-83: 3.ª División (8.º) - 1983-84: 3.ª División (1.º) - 1984-85: 3.ª División (8.º) | - 1985-86: 3.ª División (2.º) - 1986-87: 3.ª División (1.º) - 1987-88: 2.ª División B (18.º) - 1988-89: 3 División (3.º) - 1989-90: 3.ª División (4.º) - 1990-91: 3.ª División (1.º) - 1991-92: 3.ª División (2.º) - 1992-93: 3.ª División (1.º) - 1993-94: 3.ª División (1.º) - 1994-95: 3.ª División (1.º) - 1995-96: 3.ª División (4.º) - 1996-97: 3.ª División (3.º) - 1997-98: 2.ª División B (15.º) - 1998-99: 2.ª División B (16.º) - 1999-2000: 2.ª División B (14.º) - 2000-01: 2.ª División B (9.º) - 2001-02: 2.ª División B (19.º) - 2002-03: 3.ª División (1.º) - 2003-04: 2.ª División B (19.º) - 2004-05: 3.ª División (7.º) | - 2005-06: 3.ª División (5.º) - 2006-07: 3.ª División (1.º) - 2007-08: 3.ª División (7.º) - 2008-09: 3.ª División (7.º) - 2009-10: 3.ª División (1.º) - 2010-11: 2.ª División B (16.º) - 2011-12: 3.ª División (1.º) - 2012-13: 2.ª División B (4.º) - 2013-14: 2.ª División B (16.º) - 2014-15: 3.ª División (2.º) - 2015-16: 3.ª División (1.º) - 2016-17: 2.ª División B (15.º) - 2017-18: 2.ª División B (20.º) - 2018-19: 3.ª División (3.º) - 2019-20: 3.ª División (4.º) - 2020-21: 3.ª División (8.º) - 2021-22: 3.ª División RFEF (5.º) - 2022-23: 3.ª Federación (6.º) - 2023-24: 3.ª Federación (9.º) - 2024-25: 3.ª Federación |

-Campeón de Liga

-Ascenso
-Descenso
(*) La Segunda División B fue creada en la temporada 1977-1978, y fruto de la reestructuración el equipo ascendió.

### Trayectoria en Copa del Rey
La primera participación del Caudal Deportivo en la Copa del Rey se remonta a la temporada 1952-1953.
| - 1952-53: 1.ª ronda - 1969-70: 1.ª ronda - 1970-71: 1.ª ronda - 1973-74: 2.ª ronda - 1974-75: 1.ª ronda - 1976-77: 1.ª ronda - 1977-78: 1.ª ronda - 1978-79: 1.ª ronda - 1979-80: 2.ª ronda - 1980-81: 1.ª ronda | - 1981-82: 1.ª ronda - 1984-85: 2.ª ronda - 1986-87: 1.ª ronda - 1987-88: 3.ª ronda - 1988-89: 1.ª ronda - 1991-92: 4.ª ronda - 1992-93: 2.ª ronda - 1993-94: 1.ª ronda - 1994-95: 2.ª ronda - 1997-98: Fase previa | - 2003-04: 1.ª ronda - 2010-11: 2.ª ronda - 2012-13: 2.ª ronda - 2013-14: 2.ª ronda - 2016-17: 3.ª ronda |

## Cantera
El Caudal Deportivo, además de contar con un equipo sénior, el fútbol base tiene una amplia representación en todas las categorías asturianas tanto en fútbol, Fútbol 8 (los equipos alevines) y fútbol sala (benjamines, prebenjamines e Iniciación). En la temporada 2022-23 cuenta con estos equipos:
- Juvenil "A" (1.ª Juvenil).
- Juvenil "B" (2.ª Juvenil).
- Cadete "A" (1.ª Cadete).
- Cadete "B" (3.ª Cadete).
- Infantil "A" (2.ª Infantil).
- Infantil "B" (3.ª Infantil).
- Alevín "A" (2.ª Alevín).
- Alevín "B" (3.ª Alevín).
- Alevín "C" (3.ª Alevín).
- Alevín "D" (3.ª Alevín).
- Benjamín "A" (2.ª Benjamín).
- Benjamín "B" (3.ª Benjamín).
- Benjamín "C" (2.ª Benjamín).
- Prebenjamín "A" (1.ª Prebenjamín).
- Prebenjamín "B" (2.ª Prebenjamín).

También cuenta con un equipo de iniciación o Minibenjamín no federado, formado por los más pequeños que comienzan a dar sus primeros pasos en el fútbol con 3 y 4 años. Desde la temporada 2017/2018 tiene un convenio deportivo con varios colegios de la villa de Mieres que compiten bajo el escudo del club.

## Palmarés

### Torneos nacionales
- Tercera División (15): 1949-50, 1959-60, 1962-63, 1963-64, 1983-84, 1986-87, 1990-91, 1992-93, 1993-94, 1994-95, 2002-03, 2006-07, 2009-10, 2011-12 y 2015-16.
- Subcampeón de Tercera División (6): 1950-51, 1958-59, 1966-67, 1985-86, 1991-92 y 2014-15.

### Torneos autonómicos
- Copa R.F.E.F. (fase autonómica de Asturias): (4): 1995, 1998, 2005 y 2020.
- Subcampeón de la Copa Federación (fase autonómica de Asturias): (2): 2009 y 2024.
- Regional Preferente (1): 1975-76.

### Trofeos amistosos
- Trofeo Villa de Jovellanos (4): 1971, 1985, 1988 y 2001.
- Trofeo Memorial Alfonso Magdalena (4): 1999, 2003, 2008 y 2009.
- Trofeo Memorial Julio Álvarez Cadenas (3): 2012, 2013 y 2019.
- Trofeo Memorial Ricardo Fernández (2): 2015 y 2018.
- Trofeo Memorial José María Villanueva (2): 2021 y 2022.
- Trofeo Presidente "Memorial Secundino Somonte" (1): 2024.
- Trofeo Ribera de Arriba (1): 2024.
- Trofeo Tudela Veguín (1): 2013.
- Trofeo Memorial José María Prado (1): 2013.
- Trofeo Memorial Pepe Sará (1): 2012.
- Trofeo Villa de Mieres (1): 1995.
- Trofeo Ciudad de Viveiro (1): 1987.
- Trofeo Ayuntamiento de Langreo (1): 1982.
- Trofeo Villa de Laviana-Memorial Ricardito (1): 1980.